# Kręgi (gromada)
Kręgi – dawna gromada, czyli najmniejsza jednostka podziału terytorialnego Polskiej Rzeczypospolitej Ludowej w latach 1954–1972.
Gromady, z gromadzkimi radami narodowymi (GRN) jako organami władzy najniższego stopnia na wsi, funkcjonowały od reformy reorganizującej administrację wiejską przeprowadzonej jesienią 1954 do momentu ich zniesienia z dniem 1 stycznia 1973, tym samym wypierając organizację gminną w latach 1954–1972.
Gromadę Kręgi z siedzibą GRN w Kręgach utworzono – jako jedną z 8759 gromad na obszarze Polski – w powiecie pułtuskim w woj. warszawskim, na mocy uchwały nr VI/10/17/54 WRN w Warszawie z dnia 5 października 1954. W skład jednostki weszły obszary dotychczasowych gromad Gulczewo, Kręgi i Kręgi Nowe ze zniesionej gminy Somianka w tymże powiecie. Dla gromady ustalono 12 członków gromadzkiej rady narodowej.
1 stycznia 1956 gromada weszła w skład nowo utworzonego powiatu wyszkowskiego w tymże województwie.
Gromadę zniesiono 1 stycznia 1969, a jej obszar włączono do gromad Somianka (wieś Kręgi) i Wyszków (wsie Gulczewo i Kręgi Nowe oraz obszar Rolniczej Spółdzielni Produkcyjnej "Kręgi") w tymże powiecie.